# (1329) Eliane
(1329) Eliane – planetoida z grupy pasa głównego asteroid okrążająca Słońce w ciągu 4 lat i 87 dni w średniej odległości 2,62 au. Została odkryta 23 marca 1933 w Observatoire Royal de Belgique w Uccle przez Eugène’a Delporte. Nazwa planetoidy pochodziła od Éliane, córki belgijskiego astronoma Paula Bourgeois. Przed nadaniem nazwy planetoida nosiła oznaczenie tymczasowe (1329) 1933 FL.